# Robert Brown Gardner
Robert Brown Gardner (Tarrytown (Nova Iorque), 27 de fevereiro de 1939 — 5 de maio de 1998) foi um matemático estadunidense.

## Obras
- A differential geometric generalization of characteristics, Comm. Pure Appl. Math., Band 22, 1969, S. 597-626
- mit Robert L. Bryant, S. S. Chern, H. L. Goldschmidt, Phillip Griffiths Exterior Differential Systems, MSRI Publ. 18, Springer Verlag 1991
- Differential geometric methods interfacing control theory, in Differential geometric control theory, Progress in Mathematics 28, Birkhäuser 1983, S. 117-180
- New viewpoints in the geometry of submanifolds in {\displaystyle R^{N}}, Bulletin AMS, Band 83, 1977, S. 1-35
- Invariant Theory, Bulletin AMS, Band 12, 1980, S. 246-256
- The method of equivalence and its applications, SIAM 1989